# Boganium armstrongi
Boganium armstrongi is een keversoort uit de familie Boganiidae. De wetenschappelijke naam van de soort is voor het eerst geldig gepubliceerd in 1966 door Sen Gupta & Crowson.